# Sebastian Faber (Jurist)
Sebastian Faber (* 16. November 1564 in Stadtprozelten; † 7. Dezember 1624 in Stuttgart) war ein Jurist und württembergischer Geheimer Rat und Vizekanzler.

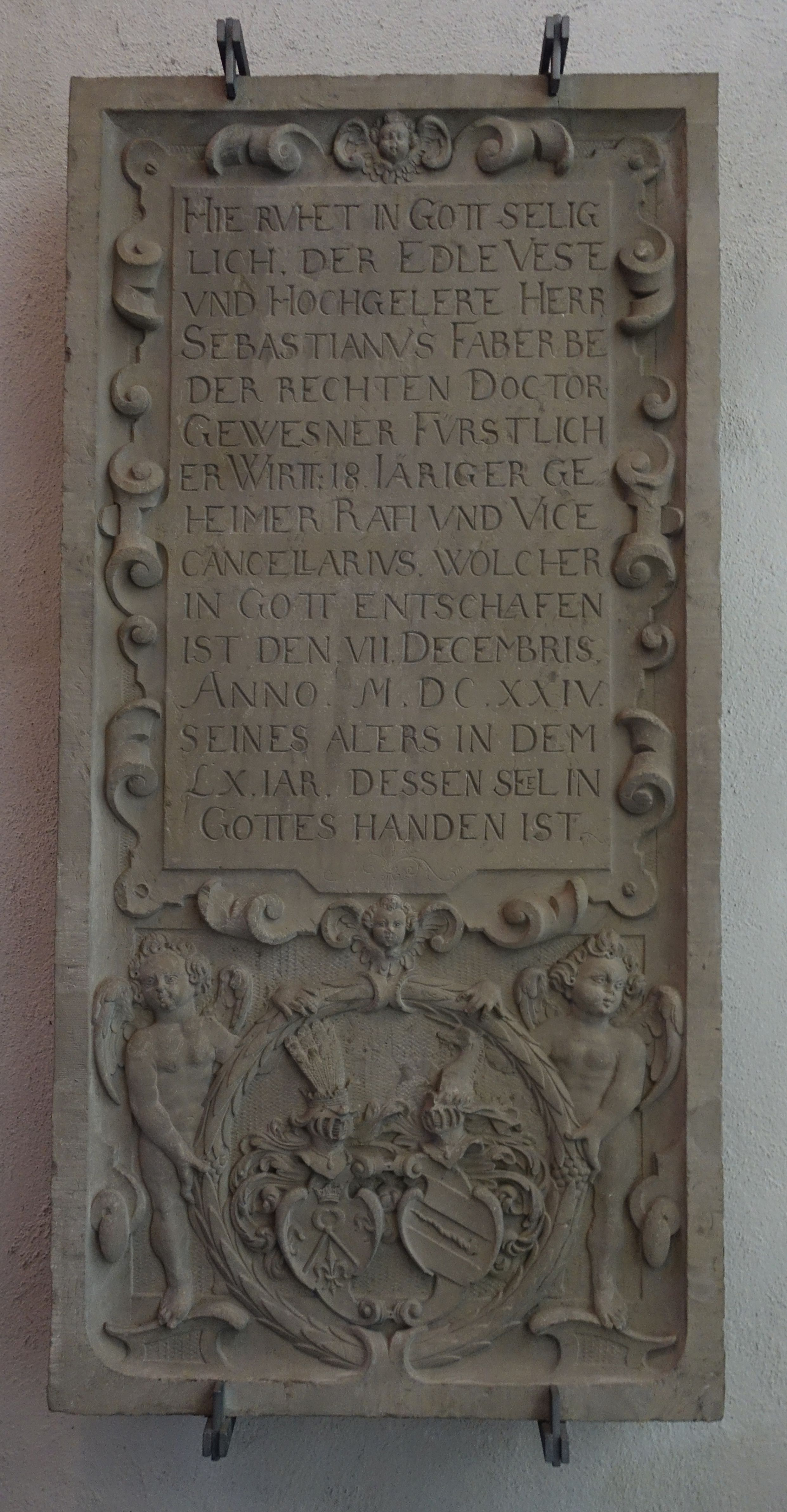
Grabmal für Sebastian Faber in der Stiftskirche Stuttgart

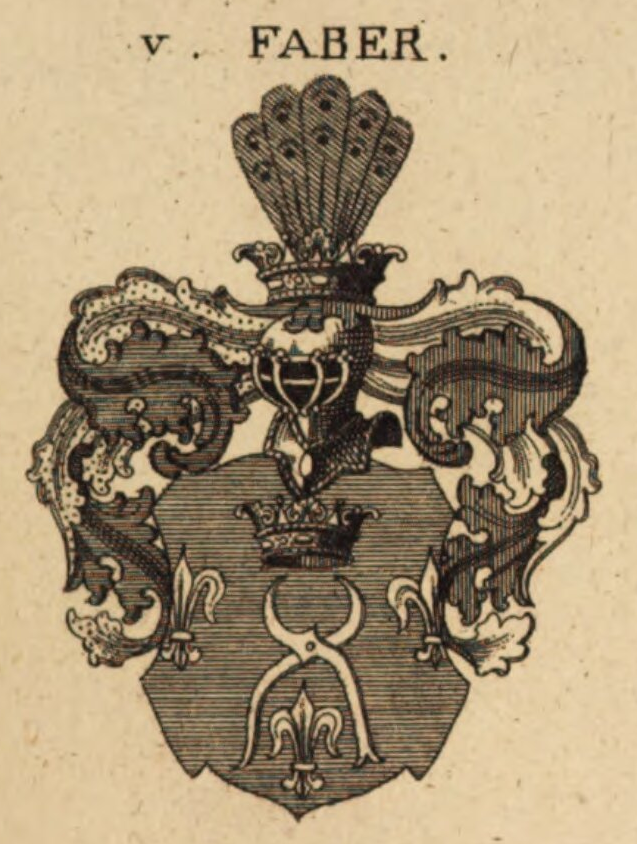
Wappen der Familie Faber

## Leben
Faber war ein Sohn des kurmainzischen Kellers von Stadtprozelten Sebastian Schmidt († 4. November 1591) und dessen Ehefrau Justina, einer Tochter des Kyrburger Amtmannes Andreas Walther von Herborn. Er besuchte zunächst die Schule in Stadtprozelten, wurde aber schon bald – aus konfessionellen Gründen – auf die evangelische Schule in Wertheim geschickt. Anschließend besuchte er das Pädagogium in Marburg. 1583 begann er mit dem Studium der Rechtswissenschaft an der Universität Heidelberg. Erneut waren es konfessionelle Gründe, die Faber veranlassten, Heidelberg bald zu verlassen. Wegen der zunehmenden calvinistischen Prägung der Kurpfalz wechselte er im September 1584 nach Wittenberg, wo er sein Studium fortsetzte. Von Wittenberg aus begab er sich im Oktober 1588 auf eine Italienreise, von der er im August 1590 zurückkehrte. Er ging nun nach Basel, wo er sein Studium abschloss und im Januar 1591 zum Doktor beider Rechte promoviert wurde. Es folgten zwei Jahre als Praktikant am Reichskammergericht in Speyer. 1593 fand er eine Stellung als Manderscheid-Kriechingenscher Rat, 1603 wurde er Syndikus der Stadt Regensburg. Im Jahr 1606 wurde er schließlich zum württembergischen Geheimen Rat und Vizekanzler berufen, welches Amt er bis zu seinem Tod ausübte. Faber verstarb am 7. Dezember 1624 in Stuttgart, zwei Tage später wurde er in der Stiftskirche beigesetzt. Sein Grabmal ist erhalten und befindet sich in der Wochentagskapelle.

## Familie
Faber war seit dem 29. September 1598 mit Cordula Reinhard (* 3. Januar 1576 in Ansbach; † 5. Oktober 1634 in Heilbronn) verheiratet, Tochter des Assessors am Reichskammergericht Hieronimus Reinhard und Witwe des Prokurators am Reichskammergericht Vitus Erasmus Adelmann. Der Ehe entstammen drei Söhne und eine Tochter. Ein Nachfahre Fabers, Christian Wolfgang Faber, wurde 1779 in den Freiherrenstand erhoben; die Familie führt seitdem den Namen Faber du Faur, da man annahm, man stamme von Jean du Faur aus dem französischen Adelsgeschlecht du Faur aus Pibrac, der Ende des 15. Jahrhunderts nach Deutschland ausgewandert sei, ab.
Geschwister Fabers waren unter anderem der Hohenlohische, später Pfalz-Birkenfeldische Rat Johann Faber († 1635) und der kaiserliche General Achilles Faber († 1615). Zu seinen Nachfahren gehören u. a. Friedrich Wilhelm Joseph Schelling und Wilhelm Hauff.